# Air North
Air North Charter and Training Ltd., exerçant ses activités sous le nom d' Air North, Yukon's Airline (la compagnie aérienne du Yukon), est une compagnie aérienne canadienne basée à Whitehorse, au Yukon. Elle assure des vols réguliers de passagers et de fret dans tout le Yukon, ainsi que vers les Territoires du Nord-Ouest, la Colombie-Britannique, l'Alberta et l'Ontario. La compagnie aérienne exploite également des vols charters à travers le Canada et l'Alaska. La compagnie aérienne fournit par ailleurs des services d'assistance en escale et des services de carburant à d'autres compagnies aériennes dans tout le Yukon, et des services d'assistance en escale à l'aéroport international de Vancouver et à l'aéroport international d'Edmonton. Sa base principale est l'aéroport international Erik Nielsen de Whitehorse. Air North est également un commanditaire de nombreux festivals au Yukon et en Colombie-Britannique, un exemple notable serait le Atlin Arts & Music Festival, dans lequel Air North fait un don de 10 000 $ chaque année.

## Histoire

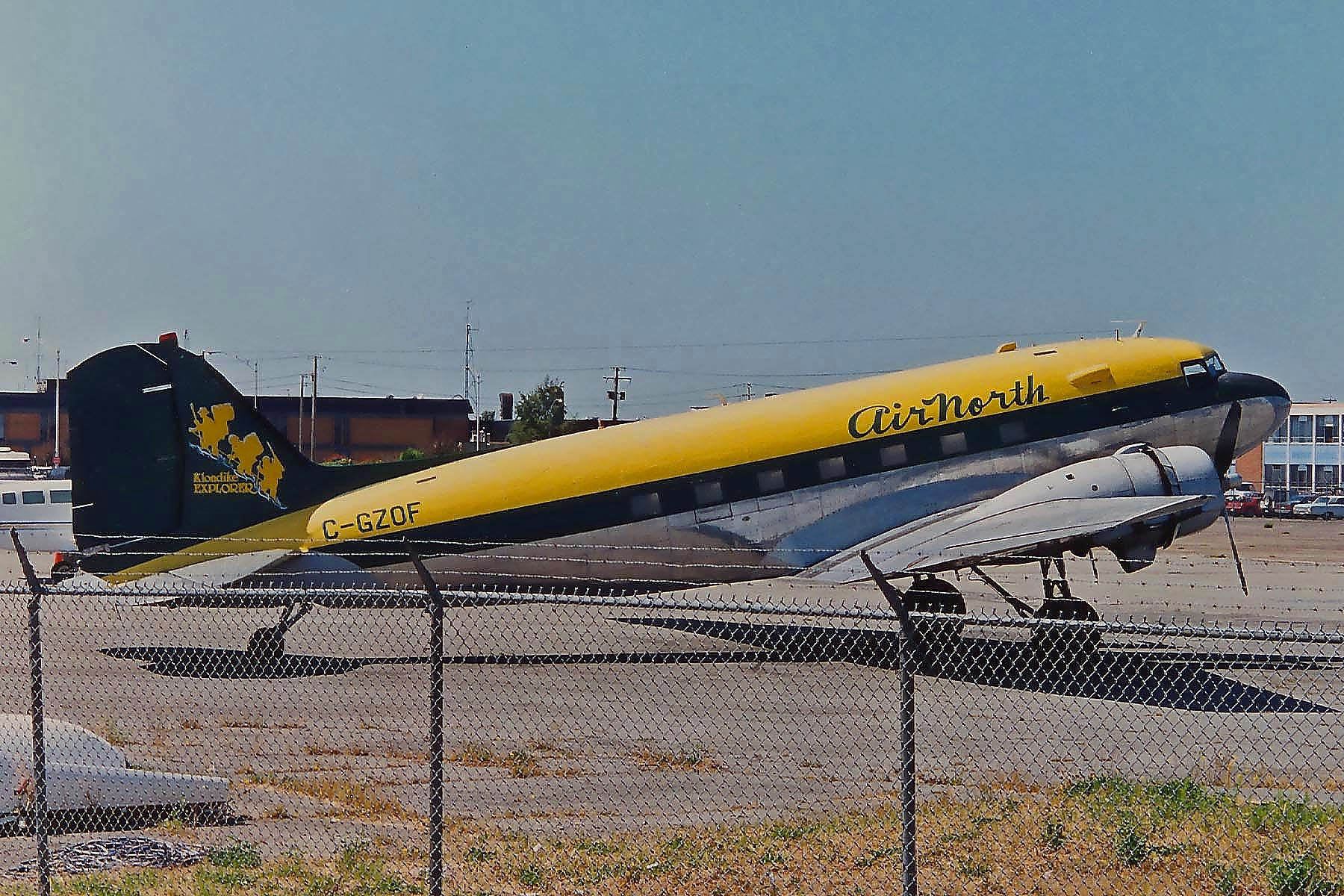
Un Douglas DC-3 en livrée Air North. La compagnie aérienne a acquis plusieurs DC-3 au cours des années 1980.

La compagnie aérienne a été créée par Joe Sparling et Tom Woods et a commencé la formation en vol et les opérations d'affrètement en 1977 avec un Cessna 206. Tout au long des années 1980, la société s'est développée régulièrement et a acquis plusieurs autres avions, parmi lesquels des Douglas DC-3, un Douglas DC-4 et une variété de Cessnas, de Havillands. Au cours des années 80, Air North a également commencé à offrir des services réguliers de passagers et de fret en plus des services d'affrètement. Au cours des années 1990, la flotte d'avions à pistons a été remplacée par des turbopropulseurs plus modernes et plus fiables. En 2000, la flotte se composait d'un Beechcraft Model 99 et de trois Hawker Siddeley 748 Series 2A.
La Première Nation Vuntut Gwitchin d' Old Crow a également commencé à investir dans Air North à cette époque ce qui a permis à Air North d'acquérir deux Boeing 737-200 en 2002. Ces jets ont permis à Air North de commencer à concurrencer les transporteurs principaux entre le Yukon et Vancouver, Calgary et Edmonton. Ces routes se sont avérées fructueuses et depuis, Kelowna, Yellowknife, Ottawa et Victoria ont également été ajoutées à la carte des routes d'Air North. Depuis qu'Air North a lancé un service régulier de jets sur les routes Yukon-Sud, le trafic de passagers à l'aéroport international Erik Nielsen de Whitehorse a doublé et, en 2014, près de 60% de ces passagers voyageaient avec Air North.
Le Beech 99 a été vendu en 2005, un quatrième Hawker Siddeley 748 acquis en 2006, et en 2008 un Boeing 737-200 combi a été acquis, avec sa grande porte cargo sur le pont principal et sa cloison mobile permettant le tout-cargo ainsi que le fret mixte / passager opérations avec le 737. Peu de temps après, un kit de gravier a également été installé sur le 737 Combi, permettant d'opérer sur les routes du nord de la compagnie aérienne et d'étendre ses capacités d'affrètement.

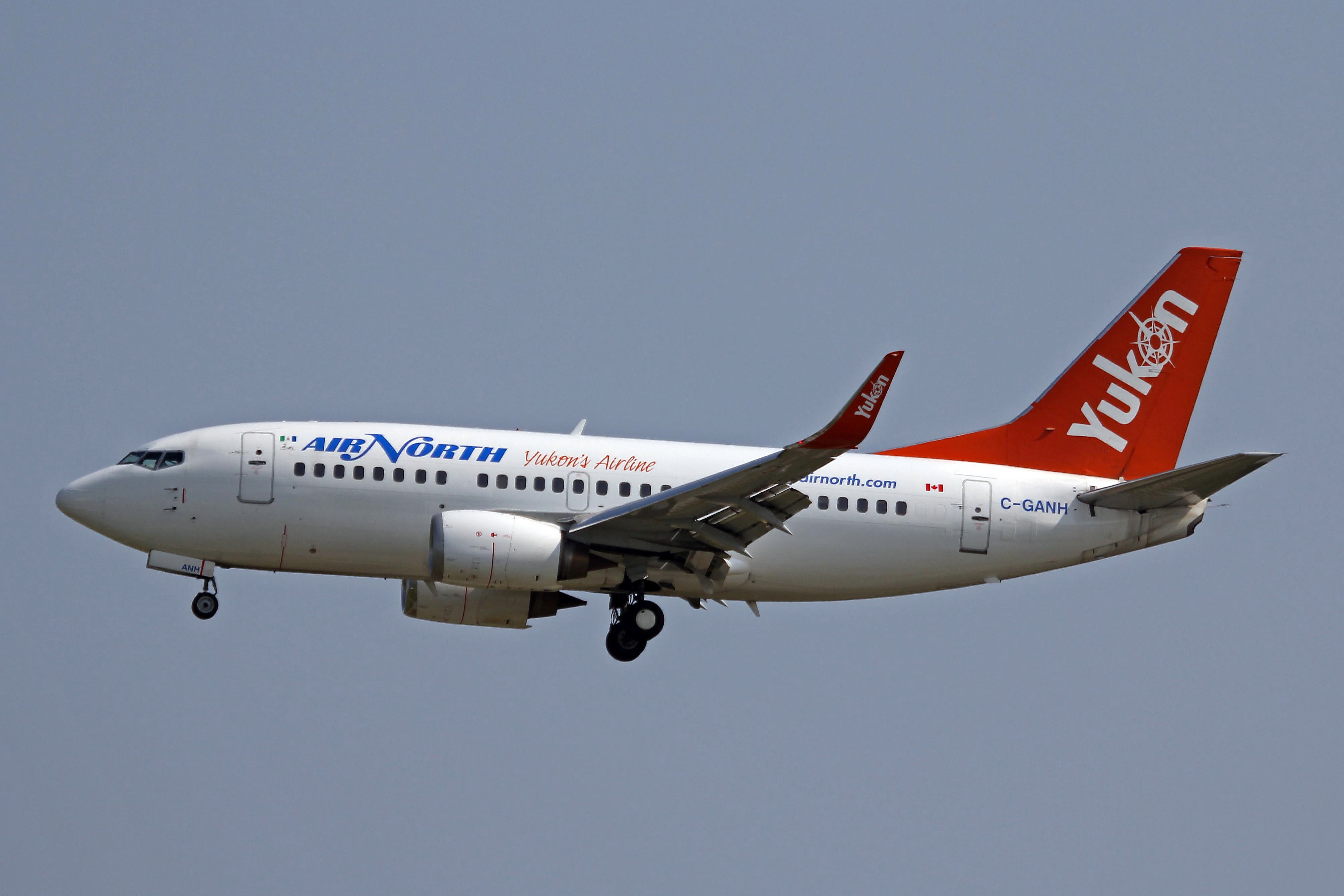
Un Boeing 737-500 d'Air North en juillet 2012. La compagnie aérienne a acquis plusieurs 737 dans les années 2010.

À partir de 2010, un nouveau plan d'expansion et de modernisation de la flotte a été mis en place, en commençant par un Boeing 737-400 et un Boeing 737-500 équipé de winglet. En 2012, un cinquième HS748 (un cargo pur équipé de la grande porte de fret) et un deuxième 737-500 ont été acquis. 2014 a vu l'arrivée du troisième 737-500 arborant une livrée mise à jour, et un quatrième 737-500 a été mis en service en 2016. Au printemps 2017, des ATR 42 ont été introduits dans la flotte et déployés sur les routes du nord, mettant fin au dernier service régulier de passagers HS-748 au monde. Cependant, deux des HS-748 sont toujours en service pour les travaux d'affrètement et le transport de marchandises.[réf. nécessaire]
Avec le nouvel avion en service, les trois 737-200 et trois des cinq HS-748 ont été retirés et certains d'entre eux sont maintenant stationnés derrière la base de maintenance d'Air North et utilisés pour les pièces de rechange et la formation du personnel.
Depuis l'arrivée des Boeing 737, la principale base d'Air North à Whitehorse n'a cessé de s'agrandir. Elle comprend maintenant le hangar d'origine qui est désormais utilisé comme entrepôt de fret et magasin d'équipement au sol, un nouveau hangar de maintenance d'avions, un bâtiment de réservation et d'administration, un centre d'opérations, un service de restauration interne et une cabine département des services, et une installation de ravitaillement. Air North exploite également des bases secondaires à Vancouver, en Colombie-Britannique, à Edmonton, en Alberta et à Dawson City, au Yukon.
En collaboration avec North of Ordinary Media, Air North a lancé son magazine de bord, Yukon, North of Ordinary en février 2007. Yukon, North of Ordinary est publié chaque trimestre avec un tirage de 20 000 exemplaires. Il est disponible en vol, par abonnement et dans les librairies partout au Canada. Le magazine appartient et est exploité par North of Ordinary Media de Carcross, au Yukon.
Au milieu des années 2000, Air North a également ouvert son service de restauration à Whitehorse. Sur la plupart des vols, Air North propose un repas léger gratuit préparé tous les jours, suivi d'un dessert gratuit tel qu'un gâteau au fromage ou des biscuits frais. Les produits du Yukon sont présentés lorsque cela est possible et comprennent souvent le café Midnight Sun et la bière Yukon Brewing. Au fil des ans, Air North a remporté plusieurs prix pour son service à la clientèle exceptionnel, et Air North a récemment été nommée «la deuxième compagnie aérienne la plus appréciée au monde» par le magazine Fortune.

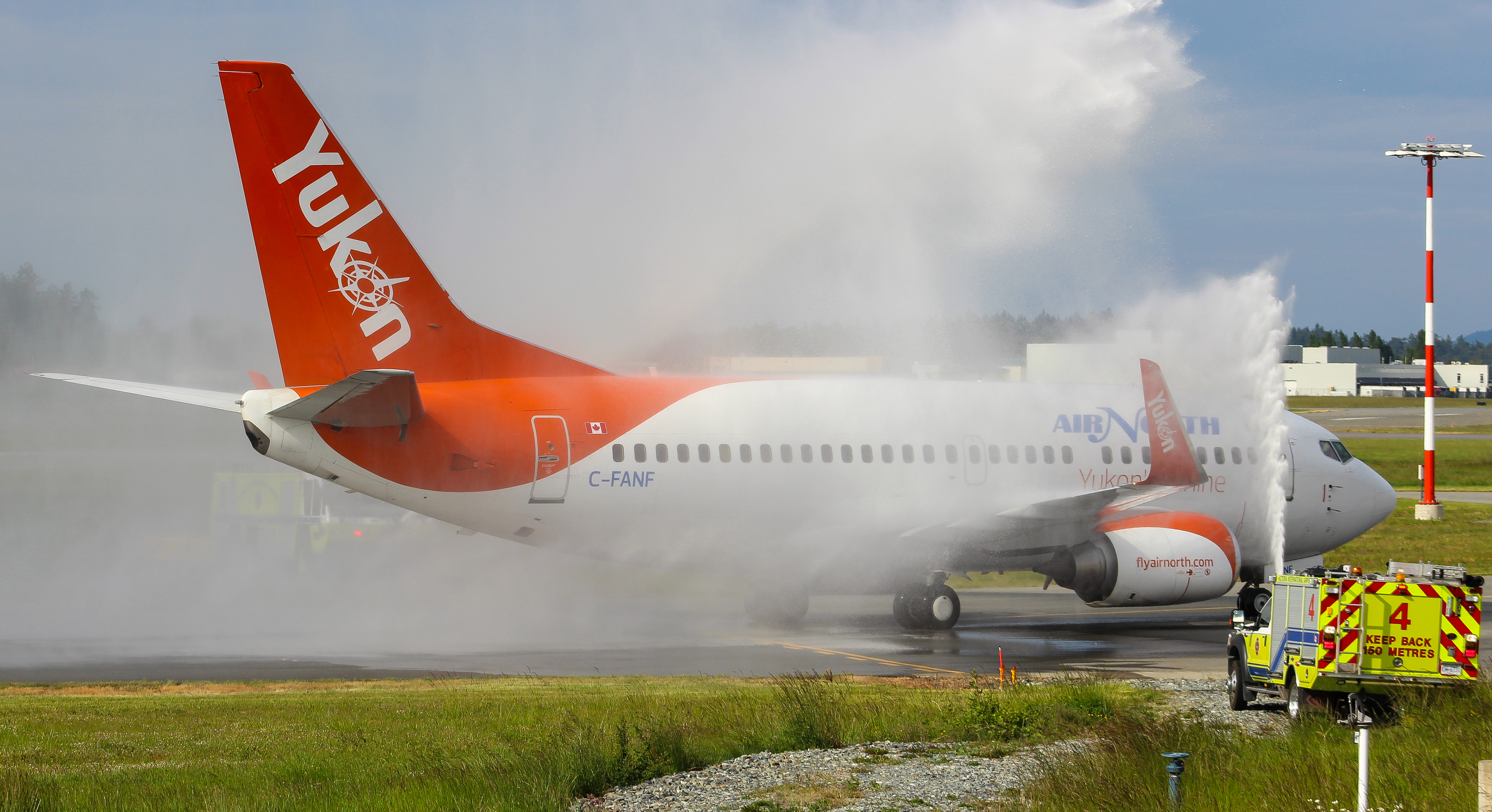
Un vol d'Air North reçoit un salut au canon à eau après avoir terminé le premier vol régulier de la compagnie aérienne à destination de Victoria au départ de Whitehorse, mai 2018

À l'heure actuelle, Air North se concentre sur les vols réguliers de passagers et de fret entre Whitehorse et Vancouver, Kelowna, Victoria, Calgary, Edmonton, Yellowknife, Ottawa, Dawson City, Old Crow, Mayo et Inuvik. Air North organise également des voyages de fret réguliers et des vols de carburant à destination de la communauté uniquement accessible par avion d'Old Crow, au Yukon. En plus des liaisons régulières, Air North est également impliquée dans une variété de services d'affrètement et offre des services d'affrètement de passagers, de combi, de fret et de carburant vers n'importe où en Amérique du Nord avec les HS-748, ATR 42 et Boeing 737. Les clients affrétés réguliers comprennent les exploitants miniers, les compagnies pétrolières, les voyagistes de navires de croisière, les pavillons de pêche, les équipes sportives et bien d'autres. Le reste des revenus d'Air North provient des services d'assistance en escale aux aéroports de Whitehorse, de Dawson City, d'Old Crow, d'Edmonton et de Vancouver, ainsi que des services de ravitaillement en carburant Jet-A à Whitehorse. Air North est actuellement le principal fournisseur de services de carburant Jet-A à Whitehorse et est également le gestionnaire au sol de Condor Airlines et de WestJet Airlines à Whitehorse, ainsi que d'American Airlines, United Airlines, Aeromexico et d'autres à Vancouver.
Air North appartient maintenant à Joseph Sparling (51%) (président, chef de la direction et commandant de bord de Boeing 737) et à la Vuntut Development Corporation (49%), une branche de la Première nation Vuntut Gwitchin. Air North est l'un des plus importants employeurs du secteur privé au Yukon. Depuis 2015, Air North compte plus de 500 employés et plus de 1 200 actionnaires de classe C et D. Au cours des années rentables, Air North offre régulièrement à ses employés une participation aux bénéfices et a récemment offert à chaque Yukonnais un bon de voyage de 50 $ en guise de remerciement pour son soutien à Air North.

## Destinations

### Les vols réguliers

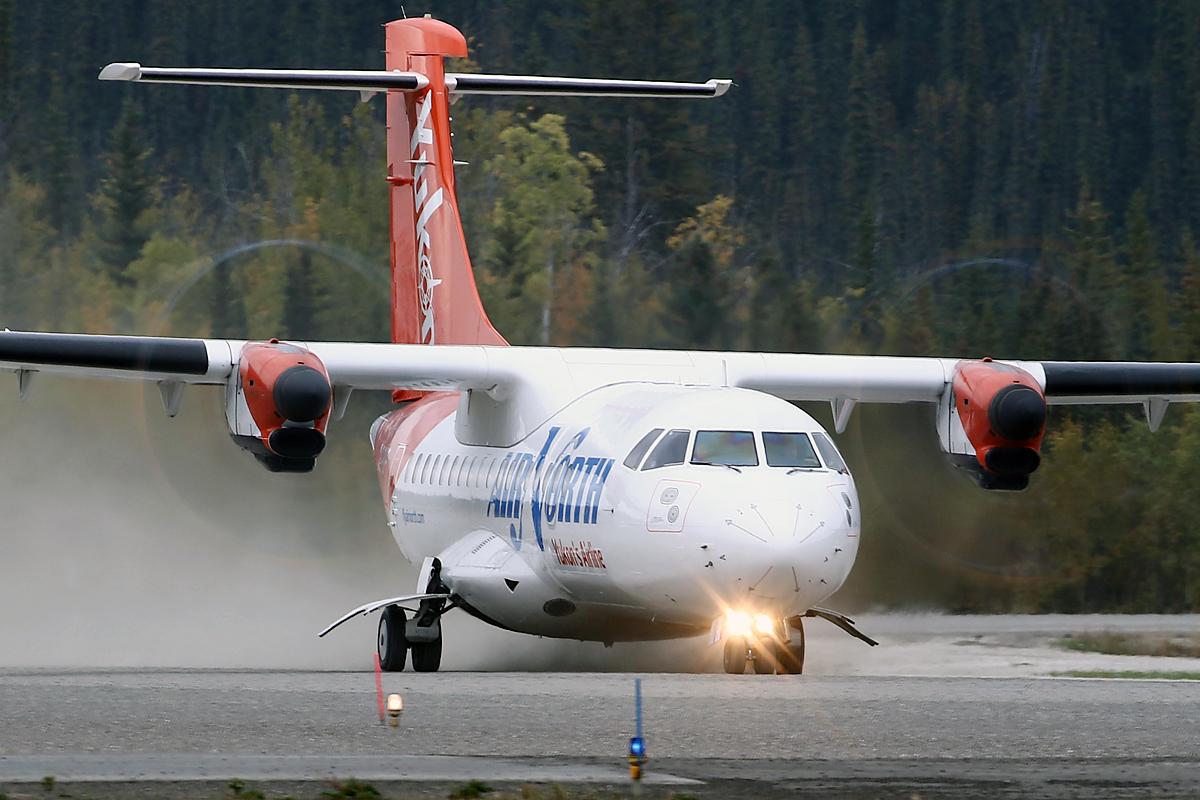
Un ATR 42 d'Air North atterrissant à Dawson City

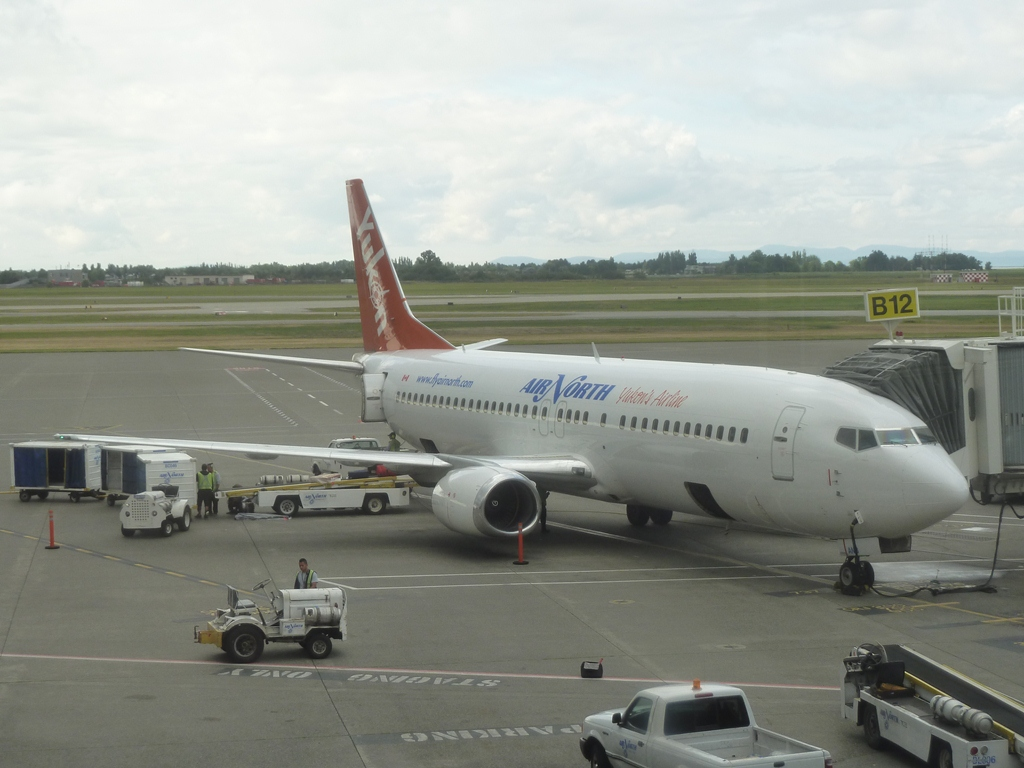
Un Boeing 737 d'Air North stationné à l'aéroport international Erik Nielsen de Whitehorse. L'aéroport sert de plaque tournante de la compagnie aérienne.

En avril 2025, Air North offre un service régulier vers les destinations suivantes.
| Ville       | Province / Territoire     | Pays   | Aéroport                                          | Remarques                             |
| ----------- | ------------------------- | ------ | ------------------------------------------------- | ------------------------------------- |
| Calgary     | Alberta                   | Canada | Aéroport international de Calgary                 |                                       |
| Dawson City | Yukon                     | Canada | Aéroport de Dawson City                           |                                       |
| Edmonton    | Alberta                   | Canada | Aéroport international d'Edmonton                 |                                       |
| Inuvik      | Territoires du Nord-Ouest | Canada | Aéroport d’Inuvik-Mike Zubko                      |                                       |
| Kelowna     | Colombie-Britannique      | Canada | Aéroport international de Kelowna                 |                                       |
| Old Crow    | Yukon                     | Canada | Aéroport d'Old Crow                               |                                       |
| Ottawa      | Ontario                   | Canada | Aéroport international Macdonald-Cartier d'Ottawa | Itinéraires saisonniers               |
| Toronto     | Ontario                   | Canada | Aéroport international Pearson de Toronto         | Itinéraires saisonniers               |
| Vancouver   | Colombie-Britannique      | Canada | Aéroport international de Vancouver               |                                       |
| Victoria    | Colombie-Britannique      | Canada | Aéroport international de Victoria                |                                       |
| Whitehorse  | Yukon                     | Canada | Aéroport international Erik Nielsen de Whitehorse | Hub et siège de la compagnie aérienne |
| Yellowknife | Territoires du Nord-Ouest | Canada | Aéroport de Yellowknife                           | Itinéraires saisonniers               |

### Vols charters
En plus des vols réguliers, Air North offre des services de passagers, de fret et d'affrètement combinés partout au Yukon et en Amérique du Nord. Les HS-748 et 737 sont régulièrement affrétés pour l'exploitation minière, la foresterie, les équipes sportives, les pavillons de pêche, les croisières et une variété d'autres clients.
Air North propose des vols charters de vacances saisonnières vers l'aéroport international McCarran de Las Vegas, l'aéroport international de Reno-Tahoe de Reno et l'aéroport international de Victoria à Victoria.
Air North propose également des vols charters de pêche saisonniers de l'aéroport international de Vancouver à l'aérodrome de Denny Island à Bella Bella, en Colombie-Britannique; et l'aéroport de Masset.
Air North propose des charters saisonniers de navires de croisière de l'aéroport de Dawson City à aéroport international de Fairbanks à Fairbanks, en Alaska

## Flotte

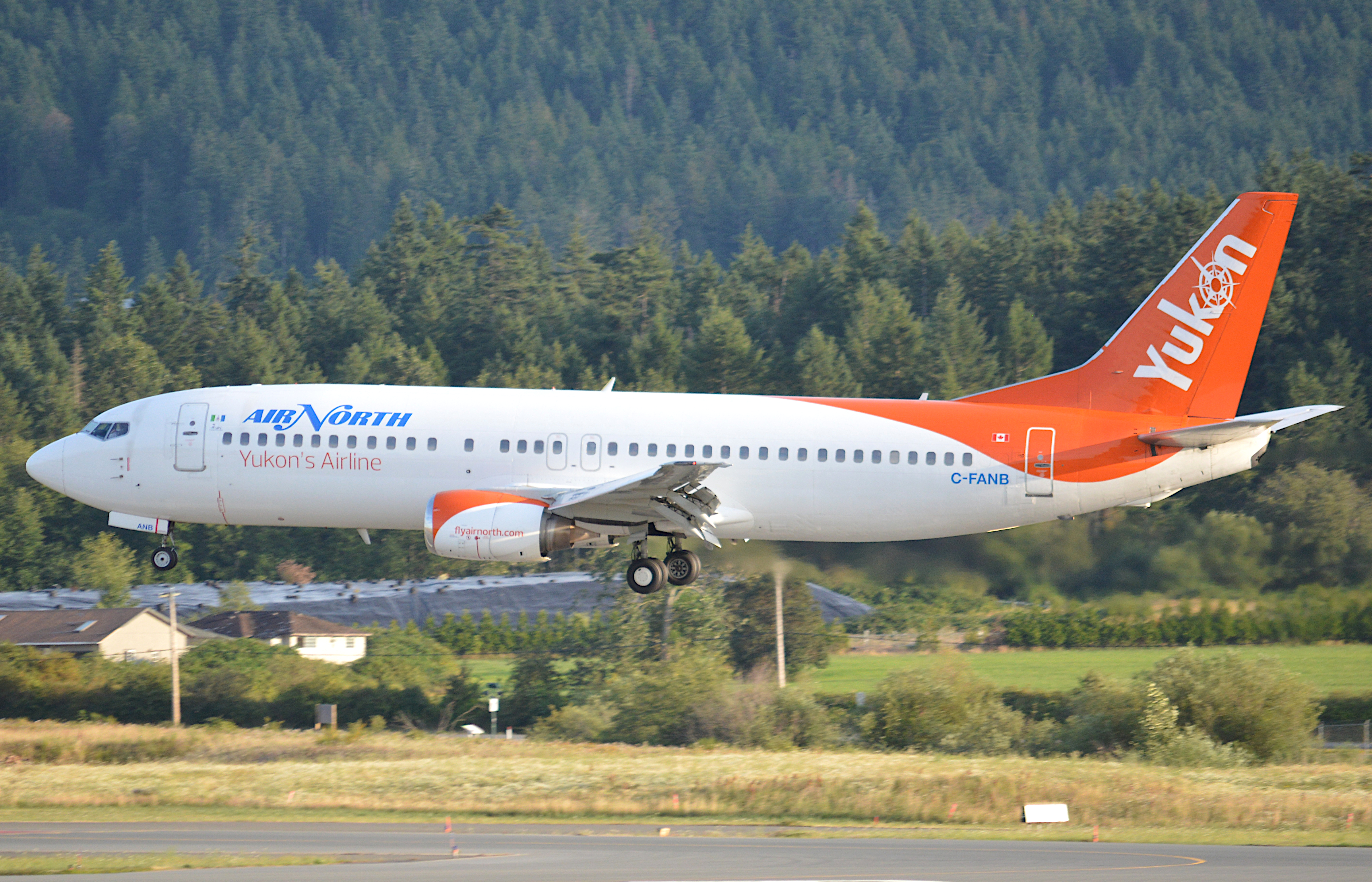
Un Boeing 737-400 d'Air North

### Flotte actuelle
En avril 2025, la flotte d'Air North se compose des aéronefs suivants :
La liste de Transports Canada comprend un Hawker Siddeley HS 748 et un Boeing 737-200 tous deux avec des certificats annulés,.

### Flotte historique

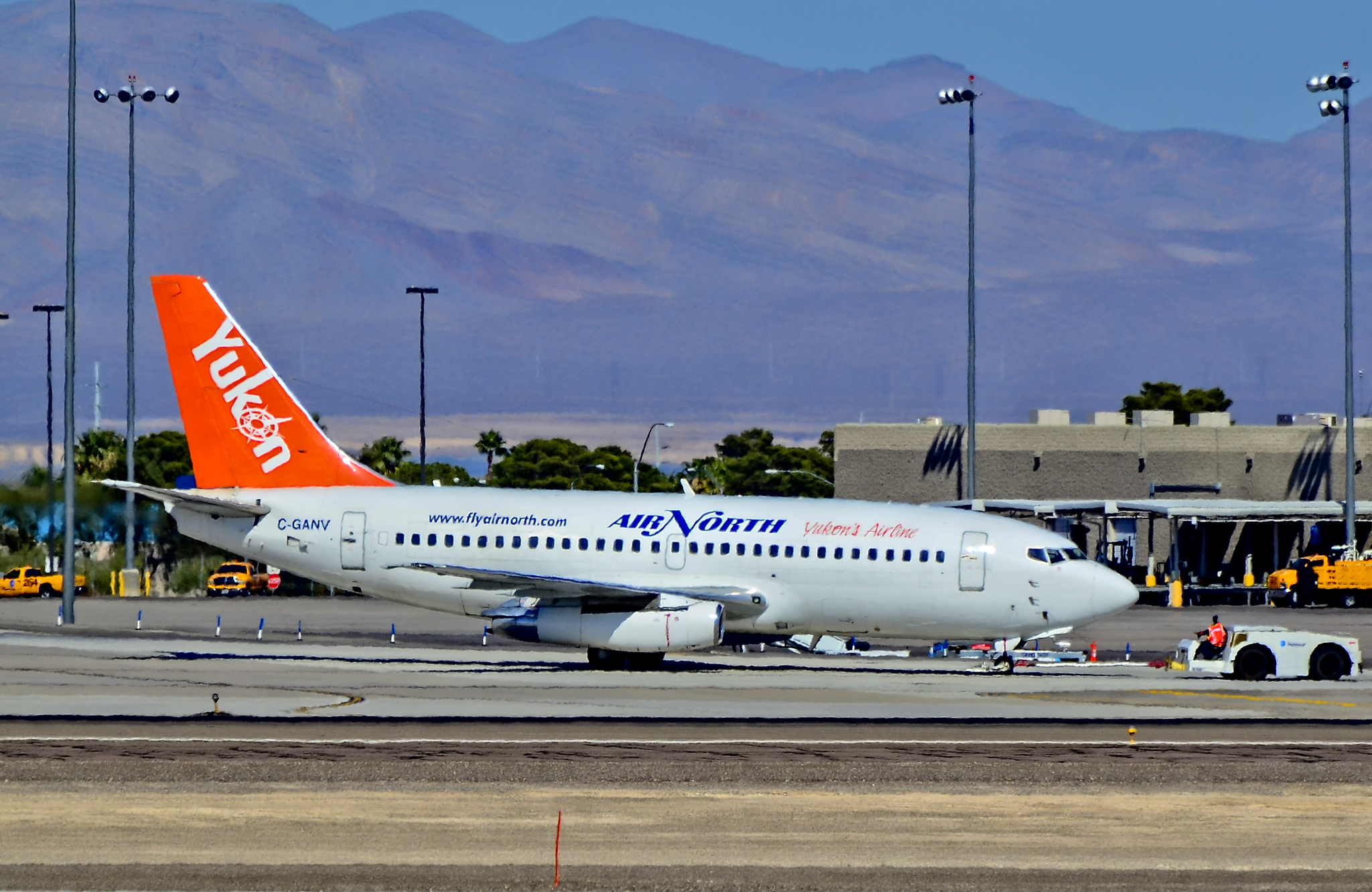
Un Boeing 737-200 d'Air North à l'aéroport international McCarran de Las Vegas. La compagnie aérienne a fourni des vols de vacances affrétés vers des villes comme Las Vegas.

Les avions précédemment exploités comprennent :
| Monomoteurs          | 2 Turbopropulseurs      | Avions à réaction |
| -------------------- | ----------------------- | ----------------- |
| Cessna 150           | Beechcraft Model 18     | Boeing 737-200Adv |
| Cessna 172           | Beechcraft Queen Air    |                   |
| Cessna 185           | Beechcraft Model 99     |                   |
| Cessna 206           | Britten-Norman Islander |                   |
| Cessna Skymaster     | de Havilland Caribou    |                   |
| de Havilland Beaver  | Douglas DC-3            |                   |
| de Havilland Otter   | Douglas DC-4            |                   |
| Fairchild F-11 Husky |                         |                   |

### Livrée

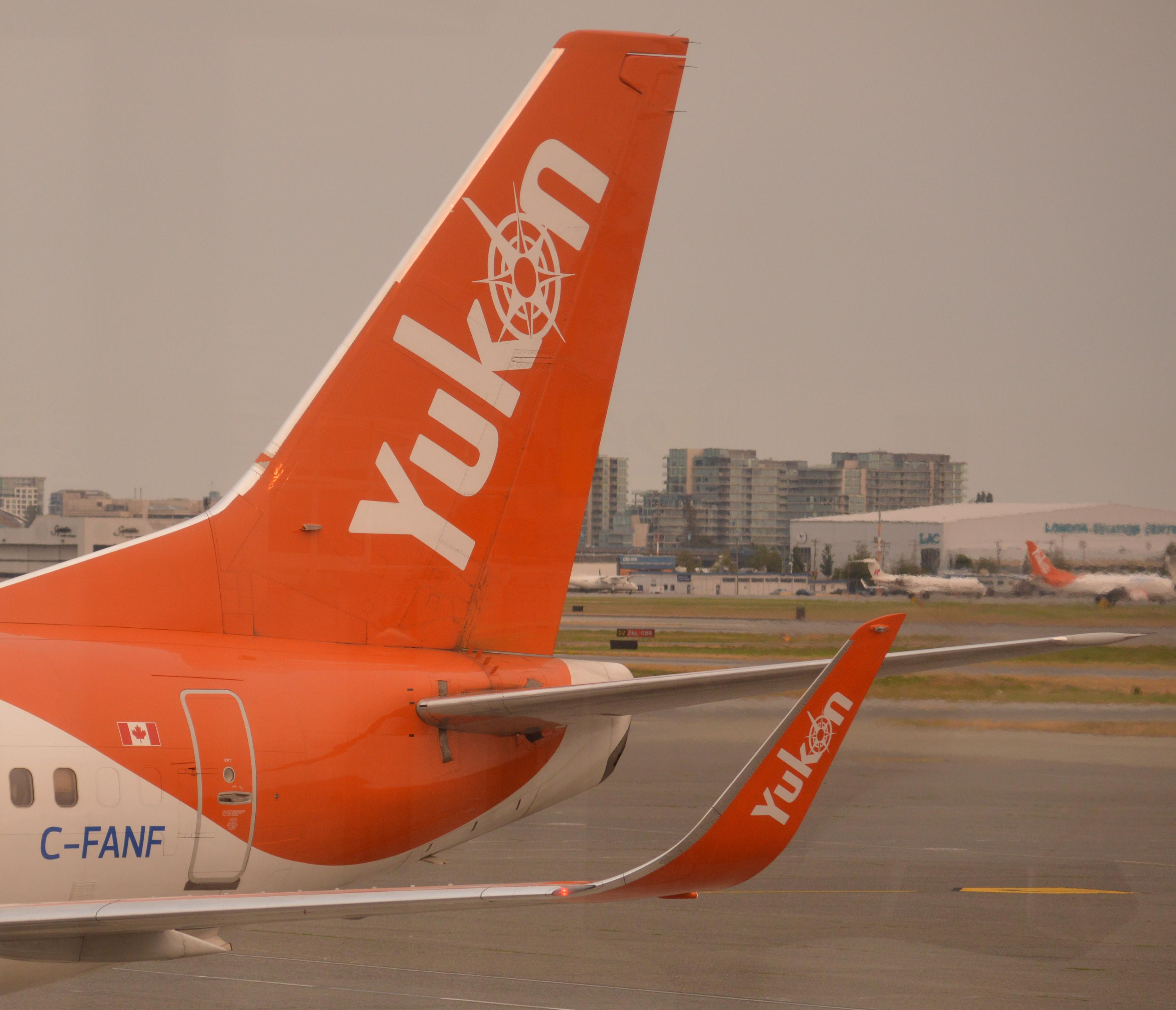
Les queues des avions d'Air North sont peintes en orange avec un mot-symbole «Yukon». Le design est également utilisé sur les winglets de l'avion (le cas échéant).

Les avions d'Air North sont principalement peints en blanc, à l'exception du lettrage sur le fuselage, les ailes et le stabilisateur vertical, bien que différents types d'aéronefs présentent des livrées légèrement différentes.
Sur le fuselage, les mots «Air North» et «Yukon's Airline» sont peints, bien que le positionnement varie selon le type d'avion. De plus, sur les avions sans winglets, "flyairnorth.com" est peint quelque part sur le fuselage. Sur le Hawker Siddeley HS.748, le fond est laissé non peint avec une bande orange à la convergence des zones peintes et non peintes.
La queue est peinte en orange avec un "Yukon" stylisé imprimé en blanc. Sur les ATR 42-300 et 737-400 / -500, l'orange se prolonge en dessous sur le fuselage.
Sur les avions avec winglets, l'extérieur est conçu comme la queue, avec un fond orange et le "Yukon" stylisé imprimé dessus. À l'intérieur, "flyairnorth.com" est imprimé, supprimant la nécessité de le peindre sur le fuselage.

## Accidents et incidents
- Le 20 septembre 1987, le Piper PA-31 Navajo C-GPAC s'est écrasé sur un vol de Whitehorse à Juneau, en Alaska, tuant les cinq personnes à bord. L'avion s'est écrasé dans un glacier à 4 500 pi ( Unité «  » inconnue du modèle {{Conversion}}.)[11].
- Le 19 août 1995, un Douglas C-47B C-GZOF s'est écrasé en approche de l'aéroport international de Vancouver, à Richmond (Colombie-Britannique), tuant l'un des trois membres d'équipage. L'avion effectuait un vol de traversier à destination de l'aéroport de Prince Rupert lorsque l'hélice tribord est entrée en survitesse et qu'il a été décidé de retourner à l'aéroport international de Vancouver[12].
- Le 14 août 1996, le Douglas DC-4 C-FGNI s'est écrasé peu de temps après le décollage de la mine Bronson Creek, dans le nord de la Colombie-Britannique, avec trois membres d'équipage et un chargement complet à bord. À la montée, le moteur no 2 a pris feu et s'est finalement séparé de l'aéronef. L'équipage a tenté de ramener l'avion à terre, mais l'avion n'a pas pu maintenir l'altitude sur trois moteurs et l'équipage a plutôt atterri dans le ruisseau à environ 1,2 Unité « NM » inconnue du modèle {{Conversion}}. ( Unité «  » inconnue du modèle {{Conversion}}.) de la piste d'atterrissage, où les trois membres d'équipage ont pu s'échapper de l'épave. Le premier officier et le capitaine de chargement ont nagé jusqu'à la rive, mais malheureusement le capitaine n'a jamais été retrouvé et présumé s'être noyé[13].